# Mantecada

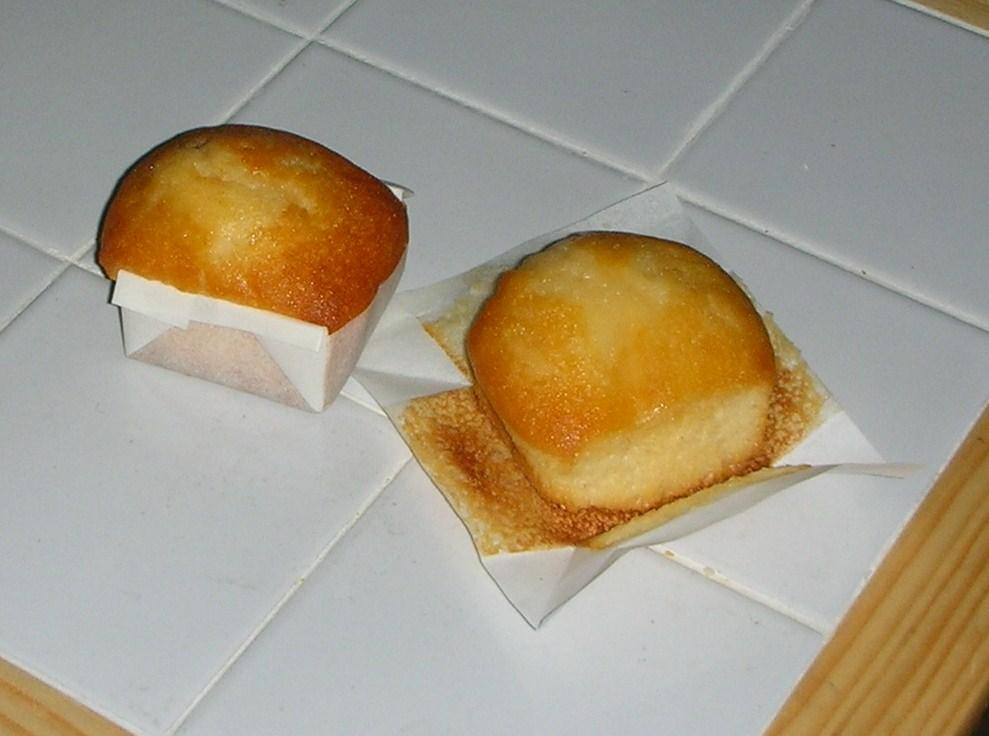
Mantecadas, une montrant la cajilla ouverte.

Une mantecada est un petit gâteau traditionnel espagnol aux œufs, farine et sucre. 
Les mantecadas sont une spécialité de la ville d'Astorga, province de León, et de la Maragateria, comarque voisine, dont l'ingrédient principal est le suif de bœuf. C'est un produit protégé par une Indication géographique de l'Union européenne.
Les mantecadas d'autres régions espagnoles diffèrent : souvent, la graisse de porc ou le beurre remplacent le suif de bœuf. Leur goût est similaire aux madeleines. Une usine à Sardón de Duero, province de Valladolid produit des mantecadas de façon industrielle. La boulangerie Casa Salinas de Tudela, en Navarre, renommée pour ses excellentes mantecadas, a fermé en 2011.
Les mantecadas sont des petits gâteaux individuels, cuits en cajillas (carrés de papier). À Morella, ces petites boîtes de papier sont coupées manuellement et reçoivent le nom de caixetes. La mantecada laisse la forme d'une croix sur ce papier lorsqu'on l'enlève.
Un type de mantecada est une spécialité colombienne et vénézuélienne. Cette pâtisserie est coupée en morceaux après cuisson au lieu d'être présentée sous forme de petits gâteaux individuels.
Les mini-mantecadas sont un produit commercial au Mexique et aussi dans d'autres pays de l'Amérique latine.
Il ne faut pas confondre les mantecadas avec les mantecados, des biscuits sablés denses.